# Chemická afinita
Chemická afinita může být definována jako elektronová vlastnost, která umožňuje různým chemickým látkám tvořit chemické sloučeniny. Chemická afinita také popisuje ochotu atomu nebo sloučeniny reagovat s jiným atomem nebo sloučeninou.

## Termodynamika
Belgický matematik a fyzik Théophile de Donder odvodil v roce 1923 vztah mezi afinitou A a Gibbsovou energií G chemické reakce. De Donder dokázal, že pokud uvažujeme systém několika různých chemických látek, které mají možnost reagovat, platí následující vztah:
{\displaystyle A=-\Delta G_{r}\,}
V roce 1954 Ilja Prigogine na základě de Donderovy práce definoval chemickou afinitu jako funkci přírůstku nekompenzovaného reakčního tepla a proměnné charakterizující průběh reakce:
{\displaystyle A={\frac {dQ'}{d\xi }},}.
Tato definice je užitečná pro kvantifikaci faktorů popisujících rovnovážný stav (A = 0), stejně jako změny v nerovnovážném systému ({\displaystyle A\neq 0\,}).
Současná definice chemické afinity přijatá organizací IUPAC: Chemická afinita je záporná parciální derivace Gibbsovy energie vztažená na reakci za konstantního tlaku a teploty. Je kladná pro samovolné reakce.

## Historie
Historicky se o chemické afinitě uvažovalo jako o „síle“, která pohání chemické reakce. Obecná definice, užívaná v průběhu historie, říká, že afinita je to, s čím látky vstupují nebo čím se brání dekompozici.
Následující věta, formulovaná Iljou Prigoginem, shrnuje koncept afinity:
| „ | Všechny chemické reakce směřují systém do stavu rovnováhy, ve kterém je afinita reakce nulová. | “ |

Termín afinity byl obrazně používán od roku 1600 v diskuzích o příbuznosti chemie, filologie, atd., a jako „přirozená přitažlivost“ je chápán od roku 1616.
Myšlenka afinity je velmi stará. Bylo provedeno mnoho pokusů pro vysvětlení jejího původu. Většina těchto pokusů skončila u představy, že afinita má souvislost s magií. Fyzikální chemie byla jedna z prvních vědních disciplín, která studovala a formulovala „teorii afinity“. Pojem afinita byl poprvé použit ve smyslu chemické příbuznosti německým filosofem Albertem Magnem kolem roku 1250.
Později Robert Boyle, John Mayow, Johann Glauber, Isaac Newton a Georg Stahl navrhli koncept volené afinity, který se snažil vysvětlit vznik tepla během hoření.
Goethe použil tento koncept v románu Spříznění volbou (Die Wahlverwandtschaften) z roku 1809.

### První tabulka afinit
První tabulka chemických afinit, založená na substitučních reakcích, byla publikována roku 1718 francouzských chemikem Étiennem François Geoffroyem.

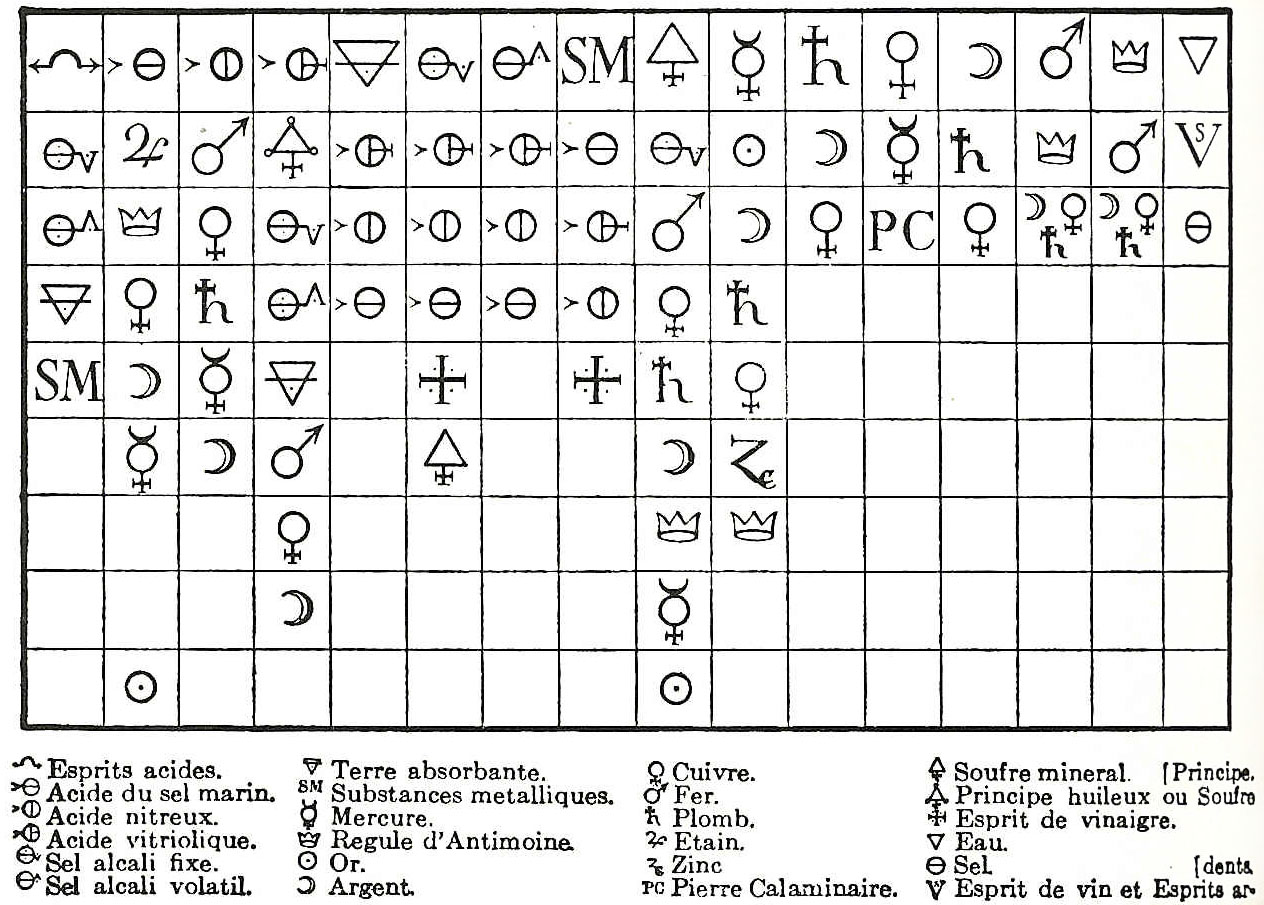
Tabulka afinit z roku 1718: V horním buňce sloupce je sloučenina, se kterou mohou reagovat všechny sloučeniny umístěné pod ní.